# Lloyd Ruby
Lloyd Ruby,  ameriški dirkač Formule 1, * 12. januar 1928, Wichita Falls, Teksas, ZDA, † 13. marec 2009. 
Lloyd Ruby je pokojni ameriški dirkač Formule 1. V svoji karieri je nastopil na dveh ameriških dirkah, Indianapolisu 500 v sezoni 1960, ko je s sedmim mestom le za mesto zgrešil uvrstitev med dobitnike točk, in dirki za Veliko nagrado ZDA v sezoni 1961, ko je odstopil.

## Popolni rezultati Formule 1
(legenda) (odebeljene dirke pomenijo najboljši štartni položaj, poševne pa najhitrejši krog, †-uvrščen kljub odstopu)
| Leto | Moštvo           | Šasija   | Motor                  | 1   | 2   | 3     | 4   | 5   | 6   | 7   | 8       | 9   | 10  | Prv | Toč |
| ---- | ---------------- | -------- | ---------------------- | --- | --- | ----- | --- | --- | --- | --- | ------- | --- | --- | --- | --- |
| 1960 | J C Agajanian    | Watson   | Offenhauser Straight-4 | ARG | MON | 500 7 | NIZ | BEL | FRA | VB  | POR     | ITA | ZDA | -   | 0   |
| 1961 | J Frank Harrison | Lotus 18 | Climax Straight-4      | MON | NIZ | BEL   | FRA | VB  | NEM | ITA | ZDA Ret |     |     | -   | 0   |